# 珊瑚河
珊瑚河，又称大河，位于中国广西壮族自治区东部，是思勤江左岸支流，发源于贺州市平桂管理区公会镇白鸟村，北流入钟山县龙潭水库，出库后西北流经钟山县珊瑚镇、凤翔镇、石龙镇、回龙镇，于公安镇大桥村转西南流，至清塘镇新竹村汇入思勤江。干流长73千米，流域面积522平方千米。